# Eumerus vandenberghei
Eumerus vandenberghei är en tvåvingeart som beskrevs av Doczkal 1996. Eumerus vandenberghei ingår i släktet månblomflugor, och familjen blomflugor. Inga underarter finns listade i Catalogue of Life.